# Elephantomyia (Elephantomyodes) tayloriana
Elephantomyia (Elephantomyodes) tayloriana is een tweevleugelige uit de familie steltmuggen (Limoniidae). De soort komt voor in het Australaziatisch gebied.